# جوردن ليفورت
جوردن ليفورت (بالفرنسية: Jordan Lefort)‏ هو لاعب كرة قدم فرنسي في مركز الدفاع، ولد في 9 أغسطس 1993 في شامبيني سور مارن في فرنسا. لعب مع نادي أميان.

## وصلات خارجية
- جوردن ليفورت على موقع رابطة كرة القدم الفرنسية للمحترفين (الإنجليزية)
- جوردن ليفورت على موقع قاعدة بيانات كرة القدم.إي يو (الإنجليزية)
- جوردن ليفورت على موقع ليكيب (الفرنسية)
- جوردن ليفورت على موقع Soccerbase.com (لاعب) (الإنجليزية)
- جوردن ليفورت على موقع Soccerway.com (الإنجليزية)
- جوردن ليفورت على موقع عالم كرة القدم.نت (الإنجليزية)